# Вулиця Сезам
«Вулиця Сезам» (англ. Sesame Street) — міжнародна дитяча телевізійна освітня програма, яка вперше вийшла в етер найбільшої американської некомерційної мережі «PBS» 10 листопада 1969.
«Вулиця Сезам» — одна з найпопулярніших у світі дитячих передач. У створенні шоу активно брали участь педагоги та психологи, фахівці з розвитку дитини, які подбали про доступність та привабливість програми для дошкільнят та дітей до 12 років. «Вулиця Сезам» навчить не лише читання та рахунку, в ігровій формі діти дізнаються про основні норми та цінності сучасного суспільства, про позитивні та негативні риси характеру, навчаться вирішувати конфлікти мирним шляхом. програма виховує у дитині самоповагу, оптимізм, активну життєву позицію та стимулює допитливість. Основними дійовими особами є Зелібоба, Кубик, Намистинка, Знак та інші.
Українською «Вулицю Сезам» озвучила студія «Пілот» 2013 року для телеканалу «Сонце». Прем'єра україномовної версії відбулася у жовтні 2013 року.

## Персонажі

### Персонажі
- Великий Птах
- Коржик[en]
- Знак[en]
- Керміт
- Елмо[en]
- Берт[en] та Ерні[en]
- Оскар Буркотун[en]
- Гровер[en]

## Відеоігри
- Вулиця Сезам: Давай вчитися! (14.03.2007)
- Вулиця Сезам: Давайте складати музику (11.07.2007)
- Вулиця Сезам: Клуб Монстрів (25.01.2007)
- Вулиця Сезам: Малюк і я (25.01.2007)
- Вулиця Сезам: Майстерня Елмо (14.02.2007)
- Вулиця Сезам: Пригоди в космосі (31.10.2007)
- Вулиця Сезам: Подорож Грувера (13.06.2007)
- Вулиця Сезам: Дивись та вчись (14.03.2007)
- Вулиця Сезам: Вчимо англійські букви (14.05.2008)
- Вулиця Сезам: Вчимо англійські слова (19.03.2008)
- Вулиця Сезам: Вчися Вважати (25.01.2007)
- Вулиця Сезам: Елмо в Задзеркаллі (28.02.2007)
- Вулиця Сезам: Елмо в країні Грязнулі (20.06.2005)
- Вулиця Сезам: Елмо в царстві Нептуна (01.08.2007)
- Вулиця Сезам: Елмо готує до школи (26.09.2007)
- Вулиця Сезам: Елмо вчить читати (05.12.2007)